# Жиглицкий, Вячеслав Анатольевич
Вячеслав Анатольевич Жиглицкий (род. 6 февраля 1970, Слободзея, Тираспольский район, Молдавская ССР, СССР) — молдавский скульптор, автор памятников и парковых скульптур, установленных в Молдове, Украине и Румынии.
Работает в области скульптуры малых форм (Постмодернизм).

## Биография
Вячеслав Жиглицкий (рум.  Veaceslav Jiglițchi) родился 6 февраля 1970 года в Слободзеи (Молдавия) в семье строителей (с польско-украинскими корнями). Дед скульптора Тимофей Жиглицкий в конце сороковых руководил виным заводом в Бульбоака.  Польские предки скульптора происходили из города Лодзь, украинские из Одессы. Проживает в Кишинёве.
Закончил 53-ю среднюю школу на Рышкановке в Кишинёве и художественную школу имени Щусева. Окончил Колледж искусств им. А. Плэмэдялэ. В 1995 году окончил факультет изобразительного искусства и дизайна Академии музыки, театра и изобразительного искусства в Кишинёв.
Участвует в выставках с 1993 года. Член Союза Художников Молдовы с 1994 года.
Женат на скульпторе и художнице Татьяне Жиглицкой (Базарова).
Вместе с молдавским скульптором Вячеславом Зайцевым создал творческую студию JZ&B Studio.

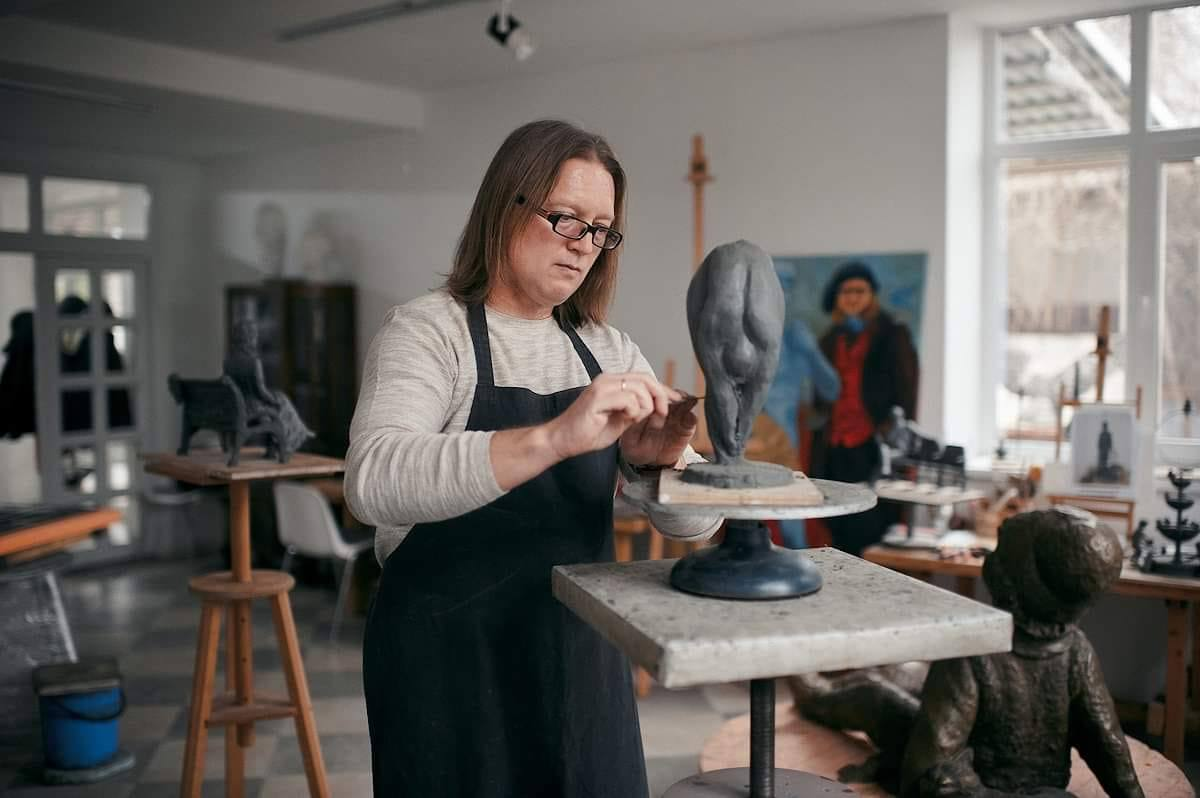
Вячеслав Жиглицкий в своей мастерской

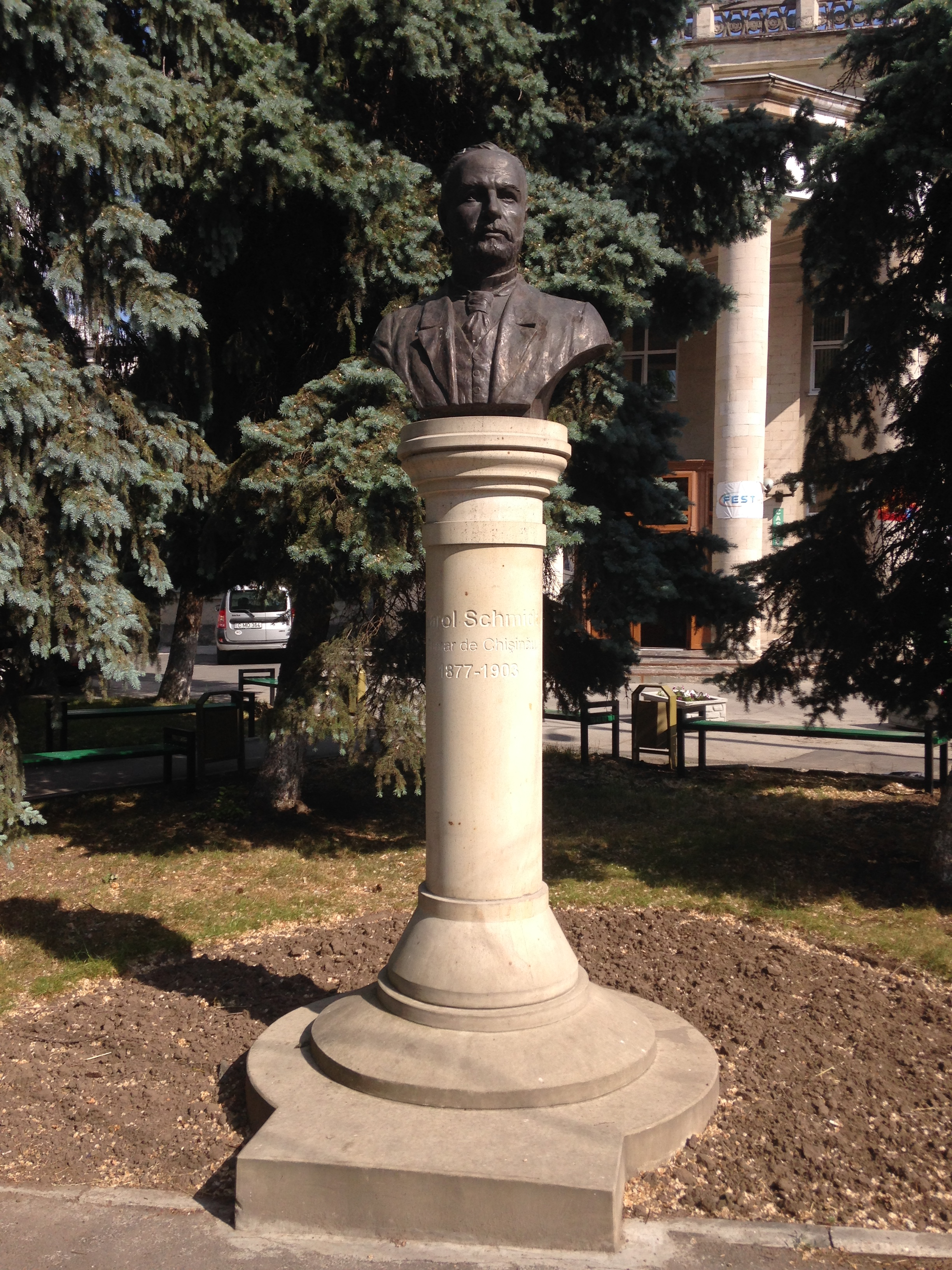
Бюст Карла Шмидта в Кишинёве

## Творчество
- Скульптура Девочки с флейтой на центральной площади Брашова в Румынии, рядом с Чёрной церковью (установлен в 2012 году)[3]
- Скульптура у Национального университета «Одесская морская академия» в Одессе (установлен в 2012 году)[3]
- Скульптура-фонтан Nota Bene перед Академией экономического образования Молдовы (ASEM) в Кишинёве совместно с Вячеславом Зайцевым[3][8] (установлен в 2012 году)
- Бюст бургомистра Кишинёва Карла Шмидта (установлен в 2014 году)
- Бюст Юзефа Пилсудского в Кишинёве[9] (установлен в 2014 году)
- Аллея церковных деятелей в Кишинёве — 12 памятников (установлены в 2015 году)[10]
- Скульптура «Дети на скамейке», наблюдающие за голубями и котом перед Апарт-отелем Zentrum в Кишинёве[1][5][11] (установлена в 2016 году)
- Скульптура рыбки в фонтане Апарт-отелем Zentrum в Кишинёве[5]  (установлена в 2016 году)
- Скульптура папы Иоанна-Павла II в Кишинёве[12] (установлена в 2016 году)
- Бюст румынского короля Фердинанда I в Резины[13] (установлена в 2017 году)
- Скульптура «Экипаж» в аэропорту Кишинёв[14] (установлена в 2018 году)
- Скульптура «Свидание» в Кишинёве[1][5][11] (установлена в 2018 году)
- Скульптура «Молодёжь» в парке Valea Morilor в Кишинёве[5] (установлена в 2018 году)
- Бюст румынского короля Фердинанда I в Варницы (установлен в 2018 году)[15]
- Аллея выдающихся врачей и учённых в Кишинёве — бюсты Николая Тестемицану, Николая Старостенко, Василия Прокопишина, Диомида Германа, Томы Чорбы, Натальи Георгиу, Евгения Гладуна, Романа Кощуга, Илариона Постолаки, Иона Лупана (установлены в 2018—2021 годы)[16]
- Скульптура Иисуса Христа в парке Дендрарий в Кишинёве[5] (установлена в 2019 году)Скульптура «Свидание» в Кишинёве

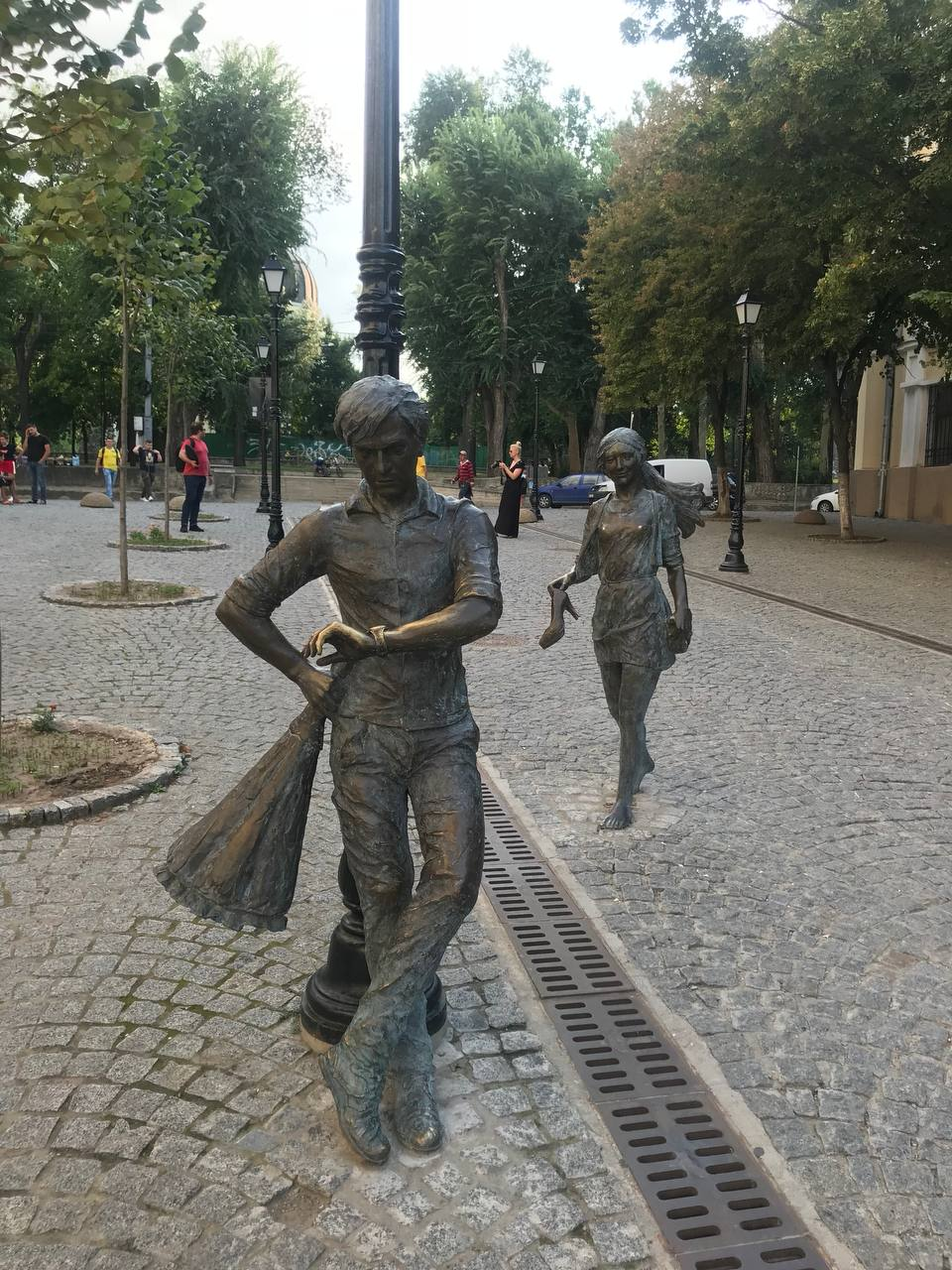
Скульптура «Свидание» в Кишинёве

- Бюст магистрата Кишинёва Веспасиана Эрбичану (установлена в 2019 году)[17]
- Памятник жертвам еврейского гетто в Кагуле (установлен в 2020 году)
- Бюст Константина Стере в Резине[18] (установлен в 2020 году)
- Бюст румынского короля Фердинанда I в Ниспорень[19] (установлен в 2020 году)
- Бюст Александра Оатула перед Академией музыки, театра и изобразительных искусств (установлен в 2020 году)
- Скульптура Адама Мицкевича в Кишинёве[20] (установлена в 2021 году)
- Скульптура Веронике Микле в Кишинёве[21] (установлена в 2021 году)
- Памятник Гугуцэ в Кишинёве[22] (установлен в 2021 году)
- Скульптура Миорица (пастух с флейтой) в Кишиневе[23] (установлена в 2021 году)
- Бюст румынского короля Фердинанда I в селе Вережены Теленештского района[24] (установлена в 2021 году)
- Бюст румынского короля Фердинанда I в Оргееве (установлена в 2022 году)[25]
- Бюст Василия Строеску в Единцах[26] (установлена в 2022 году)
- Бюст румынского короля Фердинанда I у Бельцкого университета в Бельцах [11][27] (установлен в 2023 году)
- Бюст румынского короля Фердинанда I в селе Курэтура Шолдэнештьского района (установлен в 2023 году)[28]

Автор трофеев «Олимпийское совершенство» и «Спорт и женщина»
Вячеслав Жиглицкий автор памятной серебряной монеты 50 лей 2020 года с надписью «Мой врач — мой герой».
По заказу Правительства Молдовы Вячеслав Жиглицкий изготовил статуэтки для официальных подарков лидерам иностранных государств. Его скульптуры руководство Молдовы дарило Президентам и Руководителям более 20 стран мира. В частности три скульптуры есть у президента Турции Реджепа Тайипа Эрдогана, несколько у Леонида Кучмы и Владимира Путина, по одной у Виктора Ющенко, Виктора Януковича, Петра Порошенко, Дмитрия Медведева, Клауса Йоханни, Владимира Зеленского, Александра Лукашенко, Николя Саркози, Джорджа Буша-младшего, Барака Обамы.

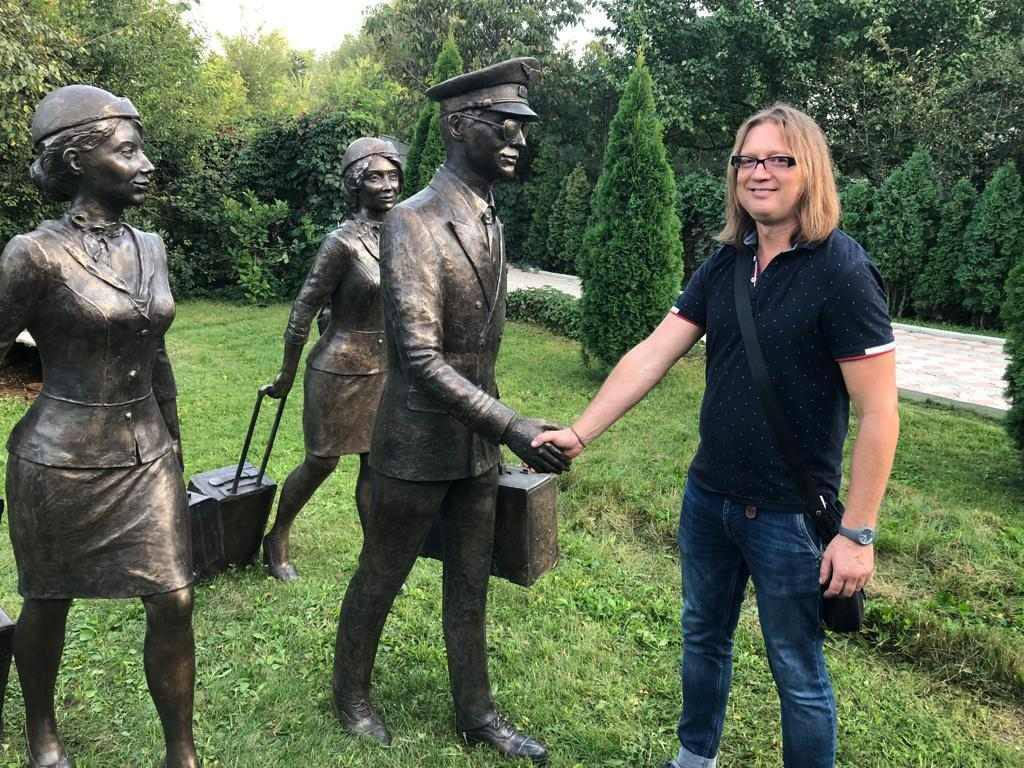
Скульптура Экипаж перед установкой во дворе мастерской скульптора

## Награды
- В 2022 году награждён Медалью «За заслуги перед польской культурой»[4]
- Почётный гражданин Кишинёва[3][8][11] (с 2019)
- Лауреат премии Томаса Баха за развитие спорта в искусстве[1][3][8].
- Лауреат премии Адама Мицкевича[1][8]
- Обладатель премии Международного олимпийского комитета[11]